# Max Milner

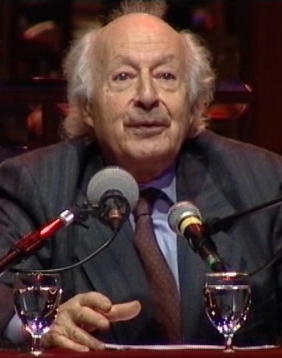
Max Milner, 2007

Max Milner (* 18. Juli 1923 in Mont-Cauvaire, Département Seine-Maritime; † 21. Juni 2008 in Dijon) war ein französischer Romanist, Komparatist und Literaturwissenschaftler.

## Leben und Werk
Milner war ein Neffe des Malers Louis Marcoussis. Sein Vater (der Cervantes, Quevedo und Góngora ins Französische übersetzte) war jüdisch-polnischer Herkunft, seine Mutter Spanierin. Seine Familie entkam der Deportation und dem Holocaust.
Milner bestand im Dezember 1945 die Agrégation und habilitierte sich 1960 an der Sorbonne mit den Thèses Le Diable dans la littérature française de Cazotte à Baudelaire 1772-1861 (2 Bde., Paris 1960, 1971, 2007) und (Hrsg.) Balzac, Massimilla Doni (Paris 1960). Er lehrte in Dijon, Genf und an der Universität Paris III Sorbonne Nouvelle.
Milner war von 1970 bis 1996 Präsident (dann Ehrenpräsident) der « Société des études romantiques et dix-neuviémistes ». Er war Mitglied der Accademia dei Lincei (2004).
An der Universität Paris III ist ein Hörsaal nach ihm benannt.

## Werke

### Bernanos
- Georges Bernanos, Paris 1967
- (Hrsg.) Bernanos. Centre culturel de Cerisy-La-Salle, 10 au 19 juillet 1969, Paris 1972
- (Hrsg.) Georges Bernanos, Journal d'un curé de campagne, Paris 1983
- (Hrsg. mit Monique Gosselin) Bernanos et le monde moderne. Colloque organisé pour le centenaire de la naissance de Bernanos 1888-1988, Villeneuve-d’Asq 1989
- (Hrsg. mit Philippe Le Touzé) Bernanos et l'interprétation, Paris 1996
- (Hrsg.) Bernanos. Création et modernité. Actes du Colloque Création et modernité dans l'oeuvre de Georges Bernanos, Lublin, 11-13 octobre 1996, Paris 1998
- (Hrsg. mit Joseph Jurt) Bernanos et ses lecteurs, Paris/Berlin 2001
- (Hrsg.)  Exil, errance et marginalité dans l'oeuvre de Georges Bernanos. Actes du colloque, Tunis, 4-7 octobre 2001, Paris 2004

### Weitere Werke
- Poésie et vie mystique chez saint Jean de la Croix, Paris 1951, 2010
- Baudelaire. Enfer ou ciel, qu'importe!, Paris 1967
- Le Romantisme I. 1820-1843, Paris 1973 (Littérature française, hrsg. von Claude Pichois, 16 Bde., Paris 1968-1978, Bd. 12)
  - (mit Claude Pichois) De Chateaubriand à Baudelaire 1820-1869, 1985 (Littérature française, 9 Bde., Paris 1983-1986, 1990; u. d. T. Histoire de la littérature française, 1997-1999, Bd. 7)
- Freud et l'interprétation de la littérature, Paris 1980, 1984, 1997 (japanisch 1989; indonesisch 1992)
- La Fantasmagorie. Essai sur l'optique fantastique, Paris 1982 (italienisch: La fantasmagoria. Saggio sull'ottica fantastica, Bologna 1982, 1989; japanisch 1994)
- "On est prié de fermer les yeux". Le regard interdit, Paris 1991
- L'Imaginaire des drogues. De Thomas de Quincey à Henri Michaux, Paris 2000
- Satana e il Romanticismo. Lezione Sapegno 2000, Turin 2000
- L'Envers du visible. Essai sur l'ombre, Paris 2005
- Rembrandt à Emmaüs, Paris 2006

### Weitere Herausgebertätigkeit
- Centre culturel international de Cerisy-la-Salle, 24 juillet-3 août 1964. Entretiens sur l'homme et le diable, Paris 1965
- Nerval, Les Illuminés, Paris 1976, 1992
- Alphonse Esquiros, Le Magicien, Lausanne 1978
- Baudelaire, Les Fleurs du mal, Paris 1978
- Baudelaire, Le spleen de Paris. Petits poèmes en prose, Paris 1979
- Aloysius Bertrand, Gaspard de la nuit, Paris 1980
- (mit Marc Eigeldinger) Balzac, Le chef-d'oeuvre inconnu. Gambara. Massimilla Doni, Paris 1981, 2008
- Jacques Cazotte, Le Diable amoureux, Paris 1980, 1991
- (mit Martine Chatelain) L'Imaginaire du vin. Actes. Colloque pluridisciplinaire, 15-17 octobre 1981, Marseille 1983, 1989
- Littérature et pathologie, Saint-Denis 1989
- Baudelaire, "Les fleurs du mal". L'intériorité de la forme. Actes du colloque du 7 janvier 1989. Société des études romantiques, Paris 1989